# Rovašrivier
De Rovašrivier (Zweeds: Rovašjåkka of Rovašjohka) is een beek die in de Zweedse  gemeente Kiruna stroomt. De beek ontvangt haar water van berghellingen van de Návdečohkat, Bajit Rovaš en de Vuolit Rovaš (609 m). Ze stroomt naar het noorden en geeft haar water af aan de Lainiorivier. Ze is ongeveer 10 kilometer lang.
Afwatering: Rovašrivier → Lainiorivier → Torne → Botnische Golf